# Cristian Cañada
Pour les articles homonymes, voir Cañada.
Cañada  Carralero est un nom espagnol. Le premier nom de famille, en général paternel, est Cañada ; le second, en général maternel, souvent omis, est Carralero.
Cristian Cañada Carralero, né le 23 mars 1991 à Cuenca (Castille-La Manche), est un coureur cycliste espagnol.

## Biographie

### Débuts et carrière chez les amateurs
Originaire de Cuenca (Castille-La Manche), Cristian Cañada pratique d'abord le duathlon dans sa jeunesse. Il commence finalement à se consacrer au cyclisme sur route à partir de sa première année espoir, après avoir également pratiqué le VTT.
En 2013, il court au sein du club Mutua Levante. Bon grimpeur, il se révèle en remportant la Subida a Gorla, classique réputée pour les grimpeurs amateurs en Espagne. Il s'impose également sur le Tour de Palencia devant Tiesj Benoot, et réalise de nombreux tops 10, terminant notamment septième du championnat d'Espagne espoirs à Bembibre. L'année suivante, il brille dans le calendrier de la Coupe d'Espagne de cyclisme en triomphant sur le Mémorial Valenciaga. Engagé sur des championnats d'Espagne, il se classe vingtième de la course en ligne parmi les professionnels, et remporte à cette occasion le titre dans la catégorie "élite" (amateur),.

### Carrière professionnelle
Pour la saison 2016, il signe son premier contrat professionnel en faveur de l'équipe continentale portugaise Louletano-Hospital de Loulé,. Il fait ses débuts à ce niveau au mois de février, sur le Tour de l'Algarve. En difficulté, il est contraint à l'abandon sur la dernière étape. En juin, il est quatrième de la dernière étape du Grand Prix Abimota, au terme d'un sprint en petit comité. Quelques jours plus tard, il termine neuvième du Mémorial Bruno Neves, autre compétition du calendrier national portugais. Au mois d'août, il prend le départ du Tour du Portugal, course la plus importante du pays.
En 2017, il ne dispute qu'une course, le Tour de Cova da Beira, où il abandonne lors de la première étape. En octobre 2018, l'Agence espagnole antidopage annonce qu'il a été suspendu quatre ans et neuf mois pour dopage, soit jusqu'au 4 juillet 2023. La substance incriminée n'est pas divulguée.

## Palmarès
- 2013
  - Subida a Gorla
  - Tour de Palencia :
    - Classement général
    - 2e étape

  - 3e de la Santikutz Klasika
- 2014
  -  Champion d'Espagne sur route amateurs
  - Gran Premio Primavera de Ontur
  - Mémorial Valenciaga
  - 2e du Trofeo Olías Industrial
  - 2e de la Volta del Llagostí